# Trivium (gruppo musicale)
I Trivium sono un gruppo musicale statunitense formatosi a Orlando, Florida, nel 1999.
Sono componenti del gruppo il cantante e chitarrista Matt Heafy, presente sin dagli esordi, e dal 2004 il chitarrista Cory Beaulieu e il bassista Paolo Gregoletto. Completa la formazione il batterista Alex Bent, subentrato nel 2017 dopo diversi altri musicisti, tra cui il membro fondatore Travis Smith, che lasciò la band nel 2010.
Il loro stile incorpora vari elementi dell'heavy metal, principalmente thrash, metalcore e progressive metal, con le influenze più disparate sino anche al black e al melodic e technical death metal, ed è stato accostato alla new wave of American heavy metal, della quale sono considerati tra i maggiori esponenti. A partire dal 2003, il gruppo ha pubblicato un totale di dieci album in studio, per la maggior parte acclamati dalla critica internazionale, e nel 2019 il loro singolo Betrayer è stato nominato al Grammy Award alla miglior interpretazione metal.

## Storia del gruppo

### Esordi (1999-2002)
I Trivium furono fondati nel 1999 a Orlando dal giovane batterista Travis Smith. I componenti originali dei Trivium scelsero di chiamare in questo modo il gruppo perché ritenevano che il termine latino trivium, che indica le tre principali discipline che un buon oratore doveva conoscere (grammatica, retorica e dialettica), fosse il migliore per indicare lo scopo e lo stile che essi si erano prefissati per il loro ideale musicale. Riguardo all'origine del nome del gruppo, Travis Smith rilasciò un'intervista dicendo:
(Travis Smith)
La prima formazione della band a esibirsi in un concerto a Orlando, in Florida, verso la fine del 1999 presentò Brad Lewter come cantante, Brent Young e Matt Schuler come chitarristi, Jarred Bonaparte come bassista e Travis Smith alla batteria. I Trivium si caratterizzarono subito per una formazione giovanissima, dall'età media che si aggirava intorno ai vent'anni, e si dedicarono nei primi anni di attività alla riproduzione di cover di canzoni di Pantera, Iron Maiden, Metallica, dei Megadeth e Testament, gruppi che furono importanti per la nascita del futuro sound della band.
Nel 2000, dopo circa un anno dalla fondazione del gruppo e alcune piccole apparizioni dal vivo, Brad Lewter lasciò la band e al suo posto fu ingaggiato l'esordiente giovane cantante e chitarrista Matt Heafy. Con tale aggiunta nella formazione, Matt Schuler, ormai privo di un vero ruolo nel gruppo, lasciò i Trivium lasciando così maggiore spazio al neoentrato Heafy anche nelle parti di chitarra. Nel 2001 la formazione del gruppo subì ulteriori cambi, che videro Brent Young passare al basso in seguito all'abbandono di Jarred Bonaparte. Con questa nuova formazione i Trivium abbandonarono le reinterpretazioni per iniziare a comporre le prime canzoni, e sempre in quell'anno venne realizzato il primo demo Ruber. Le prime tracce esibite riscossero un buon successo e riuscirono a mettere in luce il talento di Matt Heafy, che si aggiudicò il premio "Best Metal Guitarist" degli Orlando Metal Awards del 2002.

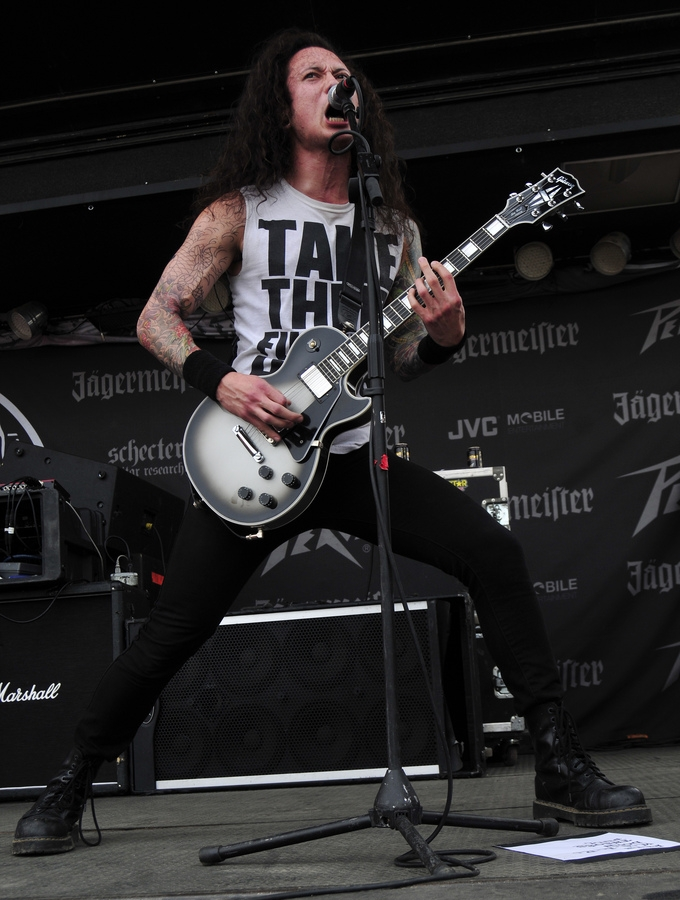
Matt Heafy, frontman dei Trivium, in concerto con il gruppo nel 2009

### Ember to InfernoeAscendancy(2003-2005)
Alla fine dell'estate 2003, dopo la breve entrata in formazione del chitarrista George Moore, con la quale il gruppo non registrò nessun brano ufficiale, i restanti componenti Heafy, Young e Smith realizzarono un nuovo demo, dal titolo eponimo di Trivium. Grazie anche a questa pubblicazione, i Trivium furono notati dall'etichetta tedesca Lifeforce Records, che gli offrì un contratto e li sollecitò a comporre nuovi testi. Il 14 ottobre 2003, dopo alcuni mesi di registrazione, fu pubblicato il primo album ufficiale della band, intitolato Ember to Inferno. Il disco ottenne un imprevisto e immediato successo specialmente in Europa, dove Ember to Inferno riuscì a vendere un notevole numero di copie e ad entrare in alcune classifiche musicali britanniche. Alla fine del 2003 i Trivium accolsero nella formazione Corey Beaulieu, un giovane chitarrista di Brunswick, grande appassionato di death metal.
La buona resa in numero di vendite del disco assicurò alla band la partecipazione ad un primo tour da headliner della durata di circa un mese negli Stati Uniti ma, soprattutto, un nuovo sostanzioso contratto con la rinomata etichetta discografica Roadrunner Records, firmato ufficialmente nel 2004. Dopo l'uscita del primo singolo Like Light to the Flies (già presente in Flavus, altro demo uscito nel 2004) e della produzione del relativo video ufficiale, Brent Young, stanco dei continui e sempre crescenti impegni e spostamenti del gruppo, decise di lasciare i Trivium, venendo definitivamente sostituito dal bassista italo-statunitense Paolo Gregoletto, già attivo nella scena metal locale con i Metal Militia.
Nei primi mesi del 2005 i Trivium furono inseriti in un tour con gruppi del calibro dei Machine Head, degli Iced Earth, dei Killswitch Engage e dei Fear Factory, attraverso il quale la band si trovò a contatto con nuovi stili musicali che influenzeranno i futuri progetti del gruppo.
Terminata la tournée, la band ritornò in studio di registrazione nei primi mesi del 2005 e il 15 marzo fu pubblicato il secondo album dei Trivium, il primo con la Roadrunner Records, denominato Ascendancy. Il disco, dopo poche settimane dall'uscita, raggiunse la posizione numero 151 nella classifica Billboard 200 e la posizione numero 4 nella Billboard Top Heatseekers, e rese presto famosa la band anche a livello internazionale grazie al suo innovativo mix di metalcore, thrash metal e melodic death metal. Dal disco furono estratti i primi singoli ufficiali della band per le tracce Like Light to the Flies, Pull Harder on the Strings of Your Martyr, A Gunshot to the Head of Trepidation e Dying in Your Arms.
Questo successo assicurò alla band un posto nell'importante tour mondiale Roadrage 2005 al fianco di gruppi come gli The Agony Scene, i Still Remains e i 3 Inches of Blood di cui fece sosta anche in Italia per la prima volta. Il gruppo ottenne anche notevoli elogi dei critici di riviste come Kerrang! e Metal Hammer, che assicurarono ai Trivium la partecipazione al celebre Download Festival e all'Ozzfest 2005. Dopo tali tournée, la band si unì anche al tour inglese degli All That Remains, con i quali volò per la prima volta in Giappone. Alla fine del 2005 i Trivium furono inseriti come gruppo spalla anche nel tour dei Children of Bodom e degli Amon Amarth.

### The CrusadeeShogun(2006-2010)
I primi mesi del 2006 videro i Trivium proseguire la lunga serie di tournée che ormai da un anno teneva lontano da casa i componenti del gruppo, partecipando ad un nuovo tour al fianco degli In Flames lungo tutto il Nord America. La band apparve anche nell'album dedicato ai vent'anni dell'uscita di Master of Puppets dei Metallica pubblicizzato dalla rivista Kerrang!, suonando per esso proprio l'omonima canzone Master of Puppets. Nel giugno 2006 la band si esibì anche al Download Festival al fianco dei Korn e proprio dei Metallica.

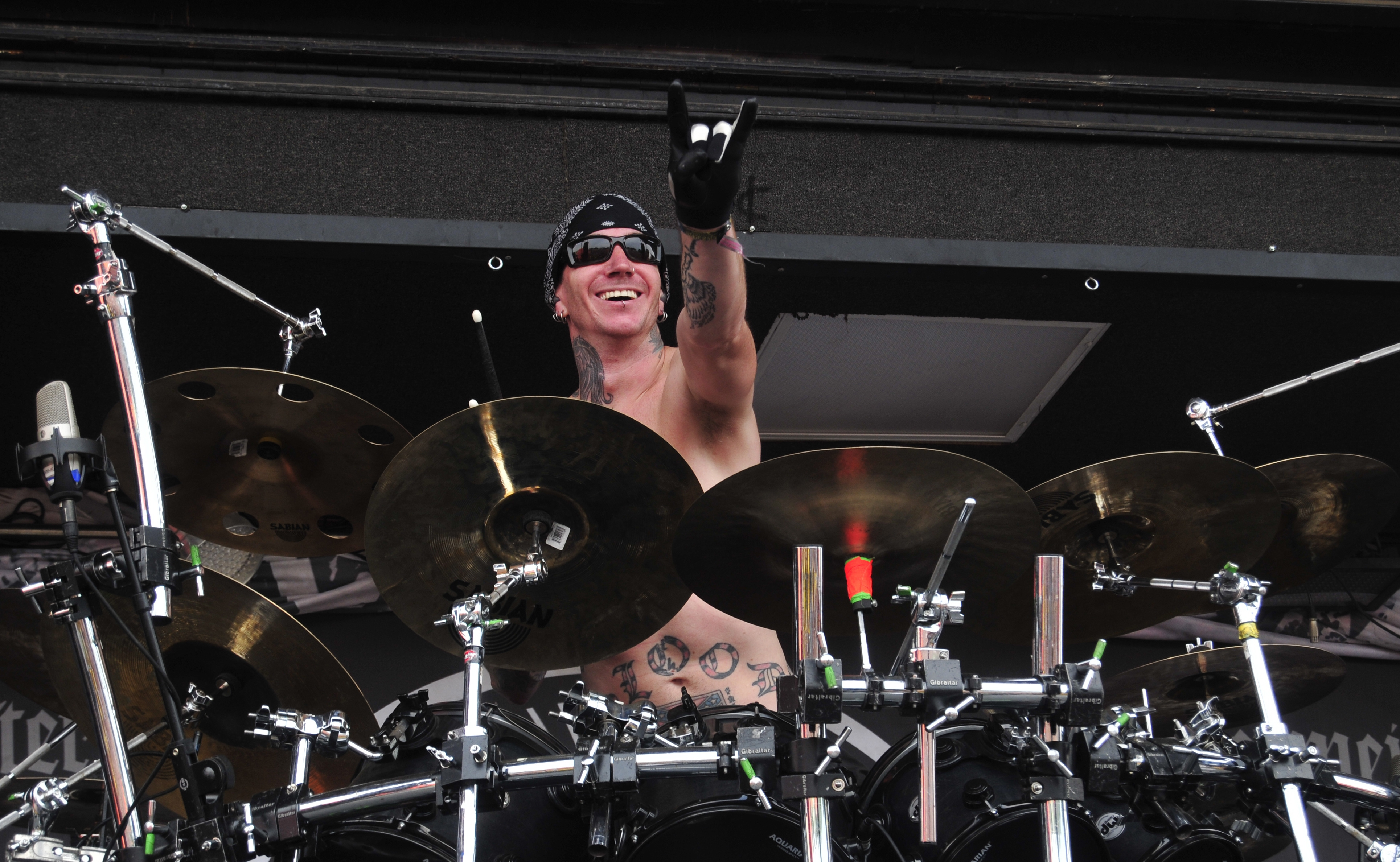
Travis Smith durante l'esibizione dei Trivium al Mayhem Fest 2009

Terminata definitivamente la serie di concerti, i Trivium tornarono dopo un anno in uno studio di registrazione e il 10 ottobre pubblicarono un nuovo album composto da tredici tracce, tutte scritte durante i dodici mesi di tour ininterrotto, e denominato The Crusade. Il disco presentò un ulteriore cambio di genere del gruppo, già avvertito con l'uscita di Ascendancy, il quale abbandonò le sonorità metalcore e le parti cantante in growl, capisaldi dei precedenti progetti, per un suono più pulito e ricercato, vicinissimo a quello espresso dal thrash metal.
The Crusade scalò immediatamente le classifiche, giungendo alla posizione numero 25 della classifica Billboard 200 e alla posizione numero 7 della UK Chart Peak, vendendo un totale di 60 000 copie nei soli due mesi dalla pubblicazione e piazzandosi anche alla posizione numero 6 della classifica della rivista Metal Hammer dei migliori album del 2006. Da The Crusade sono stati fino ad oggi estratti tre singoli per i brani Entrance of the Conflagration, Anthem (We Are the Fire) e The Rising.
Tali risultati fecero sì che i Trivium iniziassero il loro primo tour promozionale da headliner, che fu denominato The Crusade III: Ascend Above the Ashes. In questa tournée furono accompagnati da numerose band di supporto, tra cui i God Forbid, i Bloodsimple e i Mendeed. Intanto la band aveva conquistato anche il premio "Best Live Band Award" ai Metal Hammer Golden God Awards 2006, mentre Travis Smith e Matt Heafy furono eletti nella stessa manifestazione rispettivamente "Best Drummer" e "Golden God Award".
Negli ultimi mesi del 2006 la band prese parte al tour europeo degli Iron Maiden, l'Iron Maiden's European leg, che presentò numerose tappe europee e fece sosta anche in Italia. Successivamente nei primi mesi del 2007 i Trivium annunciarono l'inizio del loro primo tour mondiale come artisti principali della durata di circa tre mesi. La tournée si rivelò un grande successo ed ebbe tappe molto importanti che assicurarono alla band l'esordio musicale in Australia durante il festival Big Day Out. Terminata questa serie di concerti i Trivium sono recentemente partiti per una tournée europea da headliner accompagnati dagli Annihilator, dai Sanctity e dai Gojira come gruppi di supporto. La band statunitense ha inoltre già annunciato la sua partecipazione al Family Values Tour insieme ai Korn, agli Atreyu, agli Hellyeah, ai Flyleaf e agli Evanescence.
Il 30 settembre 2008 è uscito il quarto album in studio Shogun, che ha segnato un parziale ritorno alle sonorità metalcore espresse in Ember to Inferno e Ascendancy, ma anche un'evoluzione tecnica e stilistica che è sembrata più vicina a sonorità più progressive metal, allontanandosi quindi dallo stile simile a quello dei Metallica espresso in The Crusade.
Nella sua prima settimana di uscita, l'album ha venduto 24.000 copie solo negli Stati Uniti d'America, e ha debuttato alla posizione numero 23 della classifica Billboard 200, nonché al numero 1 nella classifica rock britannica.
Sempre nel 2008 partecipano all'album tributo Maiden Heaven: A Tribute to Iron Maiden con la reinterpretazione del brano Iron Maiden, poi inclusa come traccia bonus in Shogun.
Nel 2009 inizia la tournée mondiale a sostegno dell'album Shogun. Attraverso le varie date del tour la band è stata supportata da diversi gruppi, come i Chimaira, i Darkest Hour, i Whitechapel, i Rise to Remain e i Black Tide.
Travis Smith, poco prima dell'inizio dell'Into the Mouth of Hell We Tour, lasciò la band. Questo abbandono venne poi ufficializzato dal gruppo il 4 febbraio 2010 che, in quell'occasione, annunciò il nuovo batterista della band, Nick Augusto.

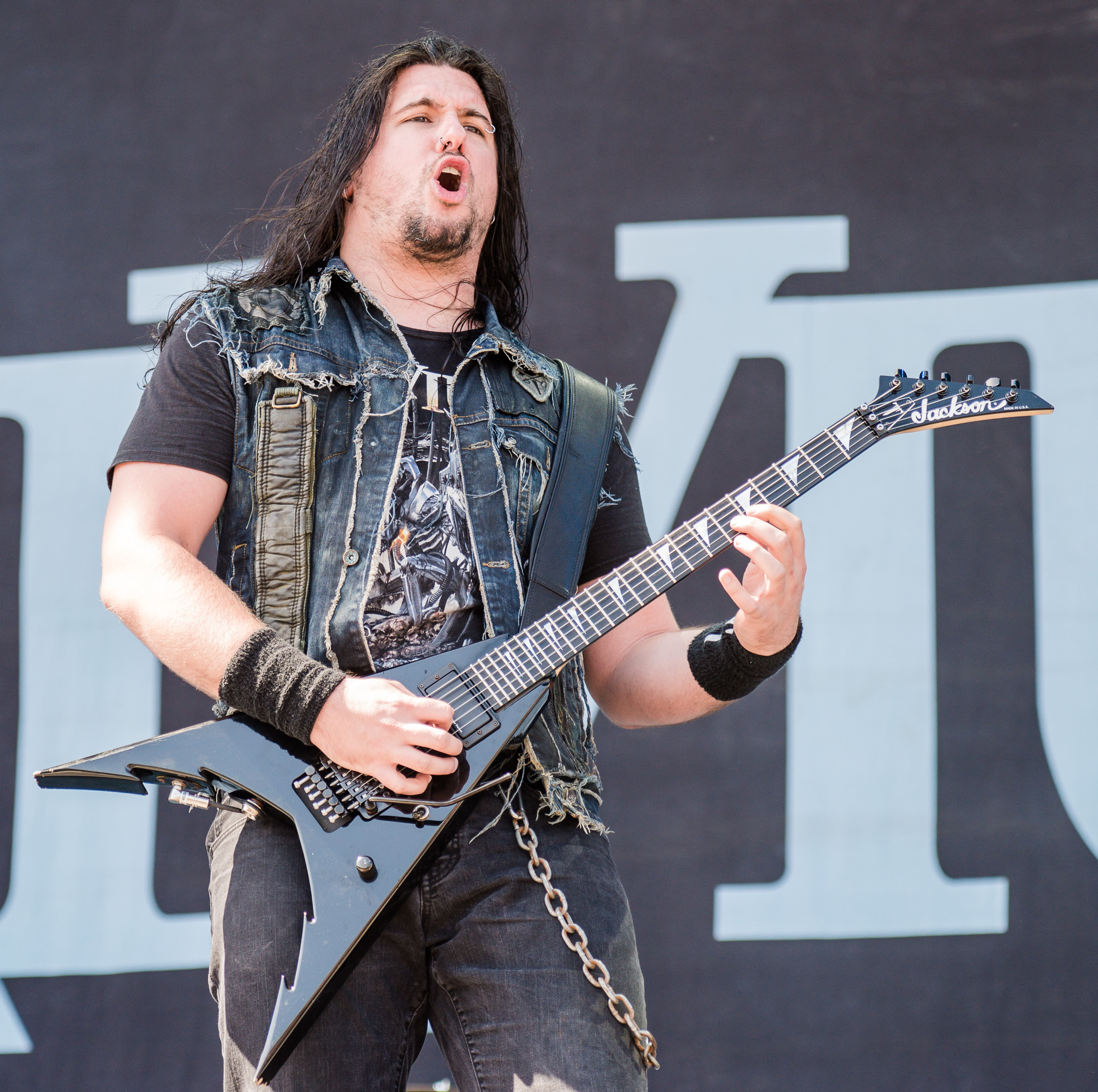
Il chitarrista Corey Beaulieu in concerto con i Trivium al Rock im Park 2014

Un paio di giorni dopo la pubblicazione del singolo Shattering the Skies Above, il primo della band senza il batterista Travis Smith, il frontman Matthew Heafy ha introdotto così il nuovo batterista:

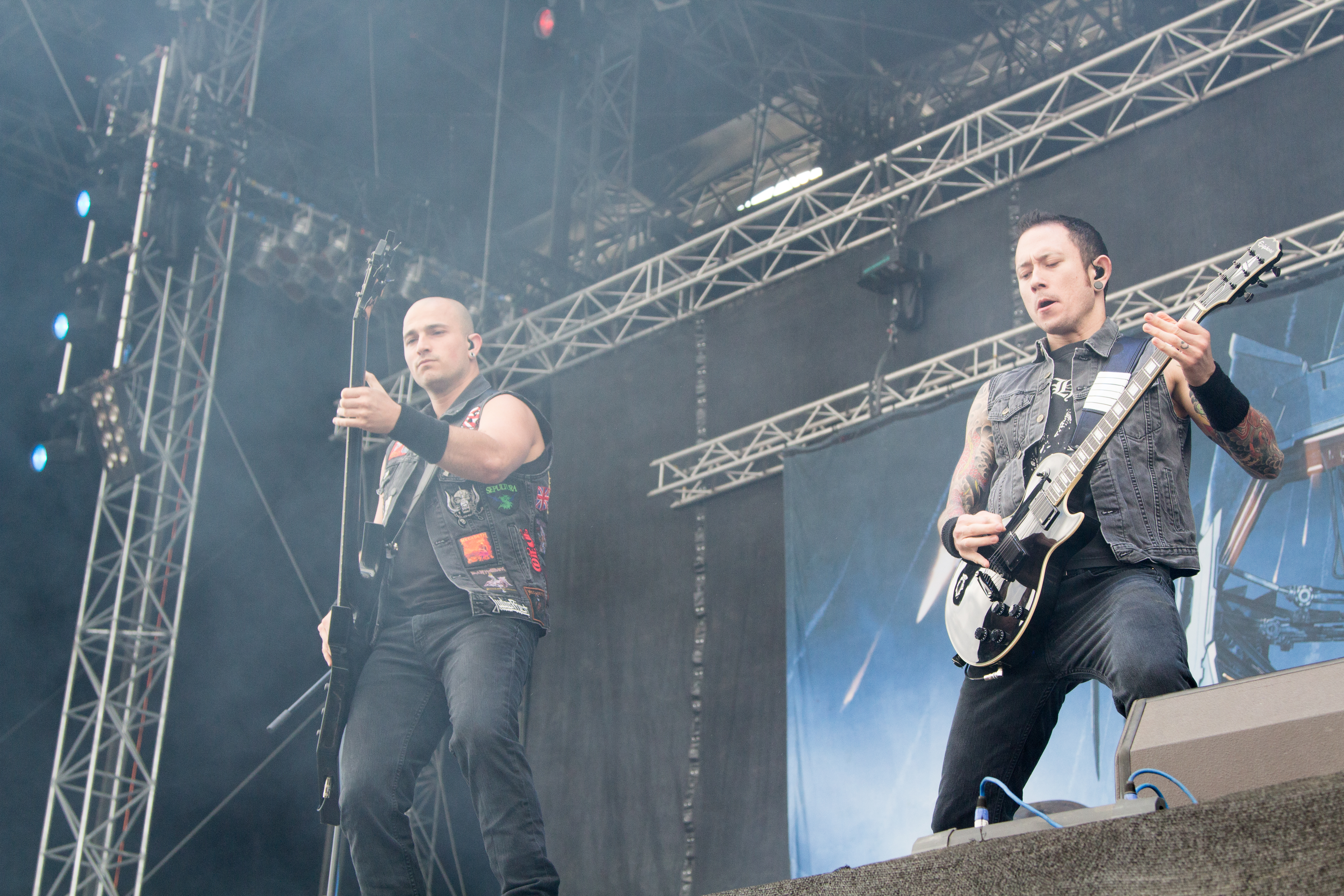
Gregoletto e Heafy al Nova Rock Fest 2014

(Matt Heafy)
Il rapporto tra i Trivium e Smith era peggiorato sempre più nel corso degli anni e quando Travis decise di abbandonare la band non ci furono subito veri progetti per la sua sostituzione. Nell'ottobre 2009 la band cominciò a suonare con Nick Augusto:
(Matt Heafy)
Nel novembre 2009 il gruppo ha pubblicato il brano inedito Shattering the Skies Above, presente nell'EP God of War: Blood & Metal. Questa canzone sarà comunque un interessante indicatore rispetto alla direzione sonora che la band prenderà nel nuovo disco. Il bassista Paolo Gregoletto ha inoltre annunciato che la band ha intenzione di registrare una non meglio precisata cover e di registrare anche una nuova versione di una loro vecchia canzone.
Shattering the Skies Above è stata pubblicata sul loro fanclub il 12 febbraio 2010 e al pubblico il 15 febbraio. Il giorno dopo, la loro cover di Slave New World (originariamente dei Sepultura) è stata pubblicata come download gratuito per i membri del Regno Unito attraverso Metal Hammer.

### In WaveseVengeance Falls(2011-2014)
Il 17 maggio 2011, tramite la loro pagina Facebook, il gruppo ha presentato il video del singolo In Waves. seguita da Dusk Dismantled il 29 giugno.
Il 30 agosto 2011 è stato pubblicato il loro quinto album, In Waves, che già al suo debutto supera in classifica entrambi gli ultimi due album del gruppo, debuttando alla tredicesima posizione della Billboard 200. Il disco marca un ritorno alle sonorità metalcore di Ascendancy, discostandosi da quelle più heavy metal classico delle produzioni più recenti.
La band ha annunciato che sarà in tour per In Waves fino alla fine dell'anno. Matt Heafy ha inoltre dichiarato che inizierà a registrare un nuovo album a febbraio 2013 e hanno già fatto circa 13 demo. Nel mese di marzo 2012, il bassista Paolo Gregoletto ha dichiarato alla rivista australiana Loud: «Penso che sarà più pesante. Abbiamo parlato molto, solo un sacco di cose, come dove vogliamo andare con il record successivo. Penso che abbiamo sicuramente imparato a scrivere meglio sulla strada e stiamo imparando che scrivere con una visione più mirata è musicalmente la strada da percorrere. Non solo tutti noi solo scrivendo le canzoni che possiamo. [...] Voglio dire, l'ultimo album, abbiamo avuto così tanto tempo, abbiamo avuto come due anni e abbiamo scritto un album nel corso di due batteristi, quindi era come, quando abbiamo iniziato a scrivere eravamo in uno spazio di testa diverso rispetto a quando abbiamo effettivamente registrata. Quindi abbiamo avuto un sacco di materiale, che era fantastico. Ma penso che ora che le cose si sono appianate sul lato personale delle cose per la band, penso che possiamo concentrarsi esclusivamente su un solo la visione musicale di ciò che Trivium è e in realtà non hanno, al di fuori del materiale musicale che abbiamo nulla in corso che è un po' come disegnare da questo». Il 14 gennaio 2013, Matt Heafy ha annunciato via Twitter che la band è entrata in studio. In seguito rivelarono di aver assunto come produttore David Draiman, membro della band heavy metal Disturbed. Da questa collaborazione nasce Vengeance Falls, sesto album di inediti che vede la luce nell'ottobre 2013. Anticipato da tre singoli tutti pubblicati in estate (Brave This Storm, Strife e Villainy Thrives), anch'esso riscuote discreto successo di vendite in tutto il mondo, pur non raggiungendo le cifre di In Waves.
Nel maggio 2014 il gruppo annuncia l'uscita dal gruppo di Nick Augusto, a cui subentra Mathew Madiro, già tecnico della batteria per la band.

### Silence in the Snow(2015-2016)
Nell'ottobre 2014 Corey Beaulieu dichiara che il gruppo sarebbe ritornato in studio per registrare un nuovo album, la cui pubblicazione sarebbe dovuta avvenire alla fine del 2015.
Il 30 luglio 2015 il gruppo pubblica il singolo Silence in the Snow, e il giorno seguente annuncia la data di pubblicazione dell'album, anch'esso intitolato Silence in the Snow, prevista per il 2 ottobre 2015. A differenza delle loro precedenti produzioni, il disco non presenta alcuna traccia con growl del cantante Matthew Heafey, che fa utilizzo del solo cantato melodico a causa di un infortunio alle corde vocali occorso durante il tour in promozione a Vengeance Falls. Nella copertina del nuovo album è raffigurato il teschio dell'oni Ibaraki, che diverrà da quel momento in poi il simbolo principale dei Trivium anche nelle successivi produzioni. Da Silence in the Snow verranno successivamente estratti i singoli Blind Leading the Blind, Until the World Goes Cold e Dead and Gone. Until the World Goes Cold, in particolare, ottiene la decima posizione nella Mainstream Rock Songs di Billboard, diventando il singolo di maggior successo commerciale del gruppo.
Il 5 dicembre 2015 Paul Wandtke prende il posto del batterista Mat Madiro.
Nel giugno 2016 compaiono nella compilation di cover Maiden Heaven Volume 2: An All-Star Tribute to Iron Maiden con la loro reinterpretazione di For the Greater Good of God degli Iron Maiden.
Dopo appena un anno dalla sua entrata in formazione, il 22 dicembre 2016 viene annunciato che Wandtke non è più un componente dei Trivium, e che Alex Bent, ex Battlecross, sarà il nuovo batterista.

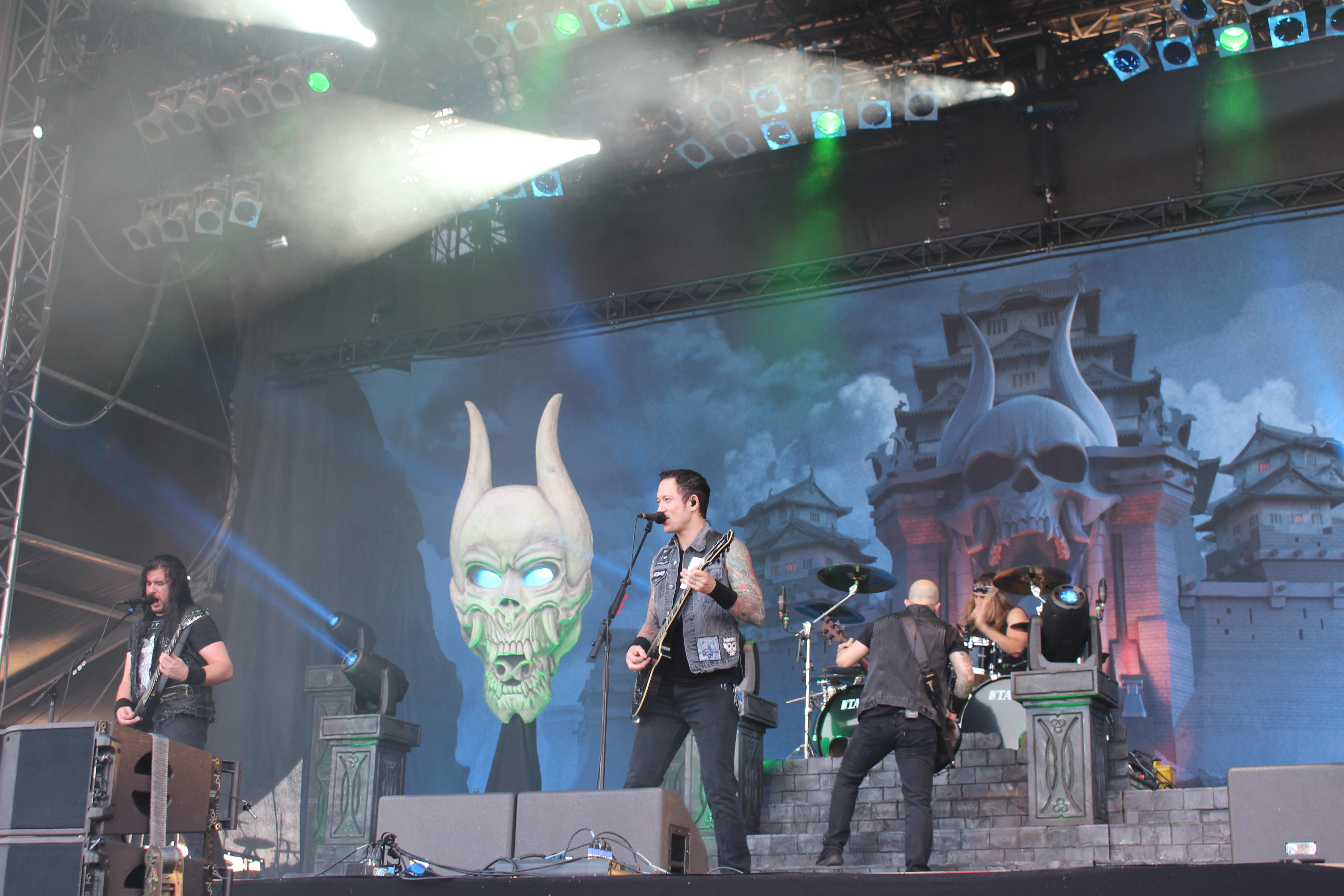
I Trivium al Nova Rock 2016

### The Sin and the SentenceeWhat the Dead Men Say(2017-2020)
Verso la fine del 2016, Chuck Beaulieu dichiara in un'intervista che il gruppo dedicherà gran parte della prima metà dell'anno successivo alla realizzazione del loro ottavo album in studio, in modo da permetterne l'uscita nel corso del 2017. Nel febbraio 2017 Gregoletto aggiunge che il nuovo album sarà più «estremo» rispetto al precedente e che vi sarà un ritorno ai vocalizzi distorti.
Il 1º agosto 2017 il gruppo pubblica il singolo The Sin and the Sentence, il primo estratto dal nuovo album e il primo realizzato con Alex Bent alla batteria. Il 24 agosto viene pubblicato il secondo singolo The Heart from Your Hate e, il 15 ottobre, il terzo singolo, Betrayer. L'album, intitolato The Sin and the Sentence, viene pubblicato il 20 ottobre 2017, accompagnato da un grande successo di vendite e di critica, e segna il ritorno del gruppo a sonorità più aggressive dopo il più melodico Silence in the Snow.
In promozione all'album il gruppo annuncia un tour nordamericano con coheadliner gli Arch Enemy nell'autunno 2017, con While She Sleeps e Fit for an Autopsy in supporto. Il 25 ottobre 2018, nel corso del resto del tour internazionale in supporto a The Sin and the Sentence, il frontman Matthew Heafy è costretto a tornare dalla propria famiglia in Orlando per la nascita dei suoi due figli; il tour verrà concluso con il supporto del cantante dei Light the Torch (ed ex Killswitch Engage) Howard Jones e di quello degli Avatar Johannes Eckerström, gruppi di supporto ai Trivium durante il tour, e dello youtuber e musicista Jared Dines per le parti di chitarra di Heafy.
Al termine del 2018 il brano Betrayer, estratto dal nuovo album, verrà nominato ai Grammy Award nella categoria "miglior interpretazione metal".

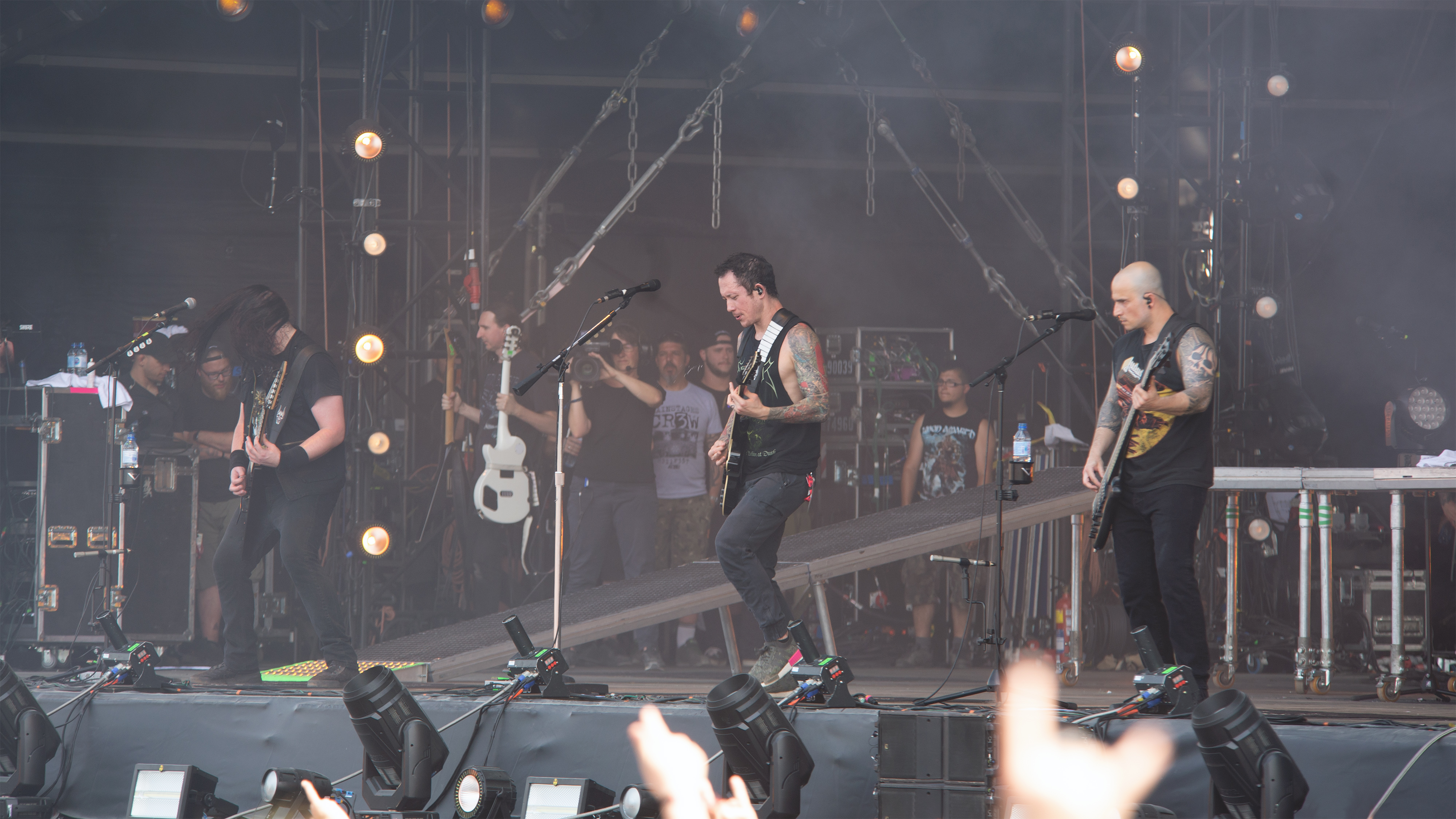
I Trivium all'Hellfest 2019

Il 27 febbraio 2020, anticipato da una serie di video pubblicati nella settimana precedente, esce il singolo Catastrophist, che va ad anticipare il nono album del gruppo, What the Dead Men Say, in uscita in aprile. Successivamente viene presentato il brano omonimo, anch'esso pubblicato come singolo durante l'ultima settimana di marzo. Sempre a marzo, il brano inedito Scattering the Ashes viene utilizzato, insieme alla traccia strumentale e brano d'apertura dell'album IX, per la realizzazione del trailer di Spawn del videogioco Mortal Kombat 11.
A causa della pandemia di COVID-19 scatenatasi in quel periodo, tutte le date del tour asiatico in supporto all'album vengono cancellate; l'inconvenienza viene parzialmente arginata con il rimborso dei biglietti e con l'iniziativa del cantante Matt Heafy di suonare i set che avrebbe realizzato la band in diretta in streaming sul suo canale Twitch. Il gruppo organizza inoltre, durante l'anno, tre concerti in livestream intitolati A Light or a Distant Mirror, nel quale presentano dal vivo i brani del nuovo album e altri celebri pezzi del loro repertorio, e The Deepest Cuts e The Deepest Cuts II, dove invece suonano i loro brani meno conosciuti o comunque mai suonati prima dal vivo o che non sono stati più suonati nei concerti più recenti.
Altri due singoli estratti dal nuovo album What the Dead Men Say, intitolati Amongst the Shadows & the Stones e Bleed into Me, escono poco prima della sua pubblicazione ufficiale.
Inizialmente programmato per l'estate 2020, il "Metal Tour of the Year", organizzato dai Megadeth e i Lamb of God con il supporto dei Trivium e gli In Flames, viene svolto tra agosto e settembre 2021 negli Stati Uniti d'America con gli Hatebreed in sostituzione degli In Flames, ottenendo un grande seguito da parte del pubblico con 26 date e diversi sold out. Le ultime due date canadesi, come era successo in precedenza per l'intero tour, vengono posticipate a causa delle restrizioni imposte dall'emergenza pandemica.

### In the Court of the Dragon,The Poisoned Ascendancy ToureStruck Dead(2021-presente)
Il 7 luglio 2021 viene pubblicato un criptico video trailer accompagnato dalla frase "The ritual begins 09.07.21". Il 9 luglio, difatti, viene pubblicato un singolo inedito intitolato In the Court of the Dragon, accompagnato da un cortometraggio diretto da Ryan Mackfall e scritto da Lachlan Marks. Il 12 agosto viene pubblicato un altro singolo, Feast of Fire, accompagnato da un video ufficiale e l'annuncio che il decimo album dei Trivium, intitolato In the Court of the Dragon, verrà pubblicato l'8 ottobre. Nel frattempo, nel numero di settembre 2021 della rivista tedesca Metal Hammer, viene pubblicato l'EP Deadmen and Dragons contenente gli ultimi due singoli pubblicati dal gruppo e alcuni estratti dal loro concerto in livestream A Light or a Distant Mirror. Il 1º ottobre viene pubblicato il terzo singolo estratto dal nuovo album, The Phalanx, accompagnato da un video ufficiale realizzato in collaborazione con la casa di sviluppo Bethesda Softworks, in promozione al nuovo DLC del videogioco The Elder Scrolls Online.
Nell'ambito del tour internazionale in promozione all'album, i Trivium annunciano la seconda edizione del Metal Tour of the Year, sempre con i Megadeth e gli In Flames, per 23 date nella primavera 2022 negli Stati Uniti. Intanto, il frontman Matthew Heafy si mantiene attivo anche con diverse attività soliste, tra le quali il progetto black metal Ibaraki, attraverso il quale pubblica l'album di debutto Rashomon, con la collaborazione di diversi artisti internazionali e i compagni di band Alex Bent e Paolo Gregoletto. Nel settembre 2022 spalleggiano gli Iron Maiden durante il loro Legacy of the Beast World Tour, sempre negli Stati Uniti, per poi ritornare come headliner per il loro Deadmen and Dragons Tour a partire da ottobre, insieme agli Heaven Shall Burn e altri. Proprio con gli Heaven Shall Burn pubblicano, il 23 dicembre 2022, uno split EP intitolato European Tour 2023. Il 2 agosto 2023, all'indomani dell'inizio della seconda parte del tour europeo, il bassista Paolo Gregoletto viene ricoverato e operato d'urgenza per un'ernia; durante la convalescenza verrà sostituito da Josh Baines dei Malevolence, gruppo spalla dei Trivium durante il tour.
Nell'aprile 2024 viene annunciato che i Trivium, insieme al gruppo gallese Bullet for My Valentine, si imbarcheranno in un tour mondiale da co-headliner in celebrazione dei 20 anni dalla pubblicazione dei loro secondi album in studio Ascendancy e The Poison. Il tour, chiamato The Poisoned Ascendancy Tour, parte nel febbraio 2025 in Europa e si sposta ad aprile in Nord America. Tuttavia, al concludersi della tappa nordamericana, il resto del tour viene annullato, non continuando in Sud America e in Australia come inizialmente previsto, in quanto Matthew Tuck dei Bullet for My Valentine annuncia improvvisamente che il gruppo si prenderà una pausa dall'attività dal vivo per mettersi al lavoro su un nuovo album. Dopo un'iniziale incomprensione tra i componenti delle due band, Matt Heafy rilascia un comunicato dove spiega che i Trivium rispettano la scelta di Tuck e che i due gruppi si saluteranno, alla fine del tour, negli stessi buoni rapporti in cui erano quando hanno iniziato il tour.
Il 7 agosto 2025, nonostante i continui impegni dal vivo, il gruppo pubblica il singolo inedito Bury Me with My Screams, accompagnato dal relativo video ufficiale girato all'interno del "The Hangar", lo studio personale dei Trivium costruito all'interno di un ex hangar per aeroplani. Il brano anticipa l'uscita dell'EP Struck Dead, la cui pubblicazione è prevista per il 31 ottobre 2025. Il bassista Paolo Gregoletto dichiara che le tre canzoni contenute nell'EP sono state registrate durante il tour in celebrazione al ventennale di Ascendancy, all'interno del The Hangar durante la sua ultimazione.

## Stile e influenze musicali
Il genere dei Trivium viene definito come un misto di metalcore, thrash metal e progressive metal, con influenze technical e melodic death metal, black metal, power metal e punk rock. Il gruppo è annoverato tra i maggiori esponenti della new wave of American heavy metal, corrente musicale sviluppatasi a partire dai primi anni 2000 che comprende un vasto bacino di gruppi nordamericani heavy metal giunti al successo durante il nuovo millennio. Al loro esordio sono stati definiti dalla critica come «i nuovi Metallica» e l'album Ascendancy è stato a sua volta definito «il Master of Puppets del nuovo millennio». Quest'ultimo album ha comunque diviso la critica internazionale, venendo definito come un album innovativo per le sue influenze nell'ambiente metalcore moderno ma, contemporaneamente, venendo da altri criticato e imputato di scarsa qualità e fantasia. L'album The Sin and the Sentence, del 2017, è giudicato da AllMusic come il loro album definitivo, con un sound ispirato a Metallica, System of a Down e Iron Maiden, ma che «riesce finalmente a suonare come "loro", nonostante le tante influenze».
Oltre ai Metallica, i membri del gruppo hanno dichiarato di essersi ispirati, tra i tantissimi, anche a Opeth, Dream Theater, Machine Head, Guns N' Roses, Megadeth, Ozzy Osbourne, Mercyful Fate, Hellhammer, Emperor, Celtic Frost, Slayer, Pantera, Dio, Black Sabbath, Judas Priest, Testament, Cannibal Corpse, Obituary, Killswitch Engage, Skid Row, Death e soprattutto Iron Maiden, senza i quali, secondo il cantante Matthew Heafy, «i Trivium non esisterebbero». Lo stesso Heafy ha dichiarato in più occasioni di dovere ai Metallica e in particolare al frontman James Hetfield la sua passione per l'heavy metal.

## Formazione
Formazione attuale
- Matt Heafy – voce, chitarra (1999-presente)
- Corey Beaulieu – chitarra, voce secondaria (2003-presente)
- Paolo Gregoletto – basso, voce secondaria (2004-presente)
- Alex Bent – batteria (2016-presente)

Ex componenti
- Brad Lewter – basso, voce secondaria (1999-2000)
- Jarred Bonaparte – chitarra (1999-2000), basso (2000-2001)
- Brent Young – chitarra (2000-2001), basso (2001-2004), cori (2000-2004)
- Richie Brown – basso, cori (2001)
- George Moore – chitarra (2003)
- Travis Smith – batteria (1999-2010)
- Nick Augusto – batteria (2010-2014)
- Mat Madiro – batteria (2014-2015)
- Paul Wandtke – batteria (2015-2016)

Cronologia

## Discografia
Album in studio
- 2003 – Ember to Inferno
- 2005 – Ascendancy
- 2006 – The Crusade
- 2008 – Shogun
- 2011 – In Waves
- 2013 – Vengeance Falls
- 2015 – Silence in the Snow
- 2017 – The Sin and the Sentence
- 2020 – What the Dead Men Say
- 2021 – In the Court of the Dragon

EP
- 2008 – Shogun EP
- 2011 – Live from Chapman Studios
- 2021 – Deadmen and Dragons
- 2022 – European Tour 2023 (split con gli Heaven Shall Burn)
- 2025 – Struck Dead